# M/S Deutschland (1997)
M/S Deutschland är en av de två tyska passagerarfartyg som trafikerar linjen Rødby–Puttgarden.
Fartyget ägs av GEFA Gmbh och är chartrad av Scandlines. Fartyget är döpt i Puttgarden och sattes i trafik 1997. Systerfartyg är M/S Schleswig-Holstein, som trafikerar samma linje.